# Brian Hansen
Brian Hansen (n. 3 septembrie 1990, Evanston, Illinois, SUA) este un patinator de viteză ce a reprezentat Statele Unite ale Americii, medaliat olimpic. A participat la 2 ediții ale Jocurilor Olimpice (2010, 2014) în care a câștigat o medalie de argint.